# Caton-with-Littledale
 (avril 2023).
Caton-with-Littledale est une paroisse civile du Lancashire, en Angleterre. Située dans la zone de beauté naturelle exceptionnelle de la Forest of Bowland, elle comprend les villages de Caton, Brookhouse, Caton Green, Littledale et Townend.